# Botniaring
Botniaring es un circuito de carreras situado en Kurikka, Ostrobotnia del Sur. La pista alberga principalmente competiciones nacionales, pero en los últimos años se ha albergado también en la pista la celebración del NEZ Racing Championship. 
El circuito fue fundado en 1989 siendo uno de los mayores destinos turísticos de la zona. La actividad en el circuito se lleva a cabo desde de abril hasta octubre. La pista es ovalada y con una longitud de 2.618 metros.

## Características
- Longitud: 2.618 metros
- Longitud de la pista ovalada: 1.676 metros
- Sentido de la pista: hacia la derecha
- Anchura: 12 – 20 metros